# Tapeinostemon rugosum
Tapeinostemon rugosum är en gentianaväxtart som beskrevs av Bassett Maguire och Steyerm.. Tapeinostemon rugosum ingår i släktet Tapeinostemon och familjen gentianaväxter. Inga underarter finns listade i Catalogue of Life.